# Vegårshei
Vegårshei là một đô thị ở hạt Aust-Agder, Na Uy. Giáo khu Vegaardsheien đã được lập thành đô thị vào ngày 1 tháng 1 năm 1838 (xem formannskapsdistrikt).
Dạng tiếng Na Uy cổ của tên gọi có thể là Vigisheiðr. Yếu tố đầu là sở hữu cách tên của the lake Vegår (dạng tiếng Na Uy và nghĩa của tên gọi không rõ). Yếu tố cuối là heiðr.
Huy hiệu được chọn vào thời hiện đại. Huy hiệu được trao ngày 30 tháng 4 năm 1987. Huy hiệu có hình con cáo đại diện cho cuộc sống hoang dã.
Vegårshei về phía bắc giáp Nissedal và Gjerstad, phía đông giáp Risør, phía nam giáp Tvedestrand, còn phía tây giáp Åmli.
Hồ lớn nhất Vegårshei là Vegår.